# Xerobdellidae
Xerobdellidae — родина п'явок ряду Безхоботні п'явки (Arhynchobdellida). Складається з 3 родів. Є реліктовою пангейською групою, яка вже була присутня на початку юрського періоду 250 мільйонів років тому.

## Опис
Зовнішністю схожі на представників родини Haemadipsidae. Відмінністю від останніх є послідовність ядра 18S та 28S рДНК та генів міохондріального COI. Мають 3 щелепи (а не як 2 зазвичай у Haemadipsidae) і 4-5 пар очей, четверта і п'ята пара розділені одним або двома безочними сегментів. Нефридії розташовано на череві, а не з боків як у Haemadipsidae.

## Спосіб життя
Зустрічаються у гірських районах. Пересуваються суходолом. Є паразитами, живляться кров'ю земноводних, а також дрібними безхребетними. Можуть нападати на людей.
Процес розмноження вивчено недостатньо.

## Розповсюдження
Мешкають в Центральній Америці, на півночі Південної Америки, в Чилі, Європі (переважно Австрія, Словенія, Хорватія).

## Роди
- Diestecostoma
- Mesobdella
- Xerobdella